# Финал Кубка Швеции по футболу 1941
Финал Кубка Швеции по футболу 1941 — финальный матч 1-го розыгрыша Кубка Швеции по футболу, который состоялся 26 октября 1941 года на стадионе «Росунда» в Стокгольме.

## Путь к финалу
| Хельсингборг | Хельсингборг | Стадия     | Слейпнер        | Слейпнер   |
| ------------ | ------------ | ---------- | --------------- | ---------- |
| Соперник     | Результат    | Раунд      | Соперник        | Результат  |
| Уддевалла    | 6:1          | 1-й раунд  | Эльфсборг       | 4:1        |
| Ваггерюд     | 8:2          | 2-й раунд  | ИФК Эскильстуна | 4:3        |
| Ландскруна   | 9:0          | 1/4 финала | Эребру          | 3:0        |
| Дегерфорс    | 6:2          | 1/2 финала | Браге           | 3:2 (д.в.) |

## Отчёт о матче
| Хельсингборг                                   | 3:1      | Слейпнер        |
| ---------------------------------------------- | -------- | --------------- |
| Стадлер 9′ · Кроон 40′ (пен.) · Мортенссон 53′ | Протокол | Веттерстрём 63′ |

| Хельсингборг:     |
| Фольке Фриис      |
| Нильс Аксельссон  |
| Арне Юханссон     |
| Хольгер Ульссон   |
| Аксель Стадлер    |
| Йёста Шёлин       |
| Мальте Мортенссон |
| Гуннар Андерберг  |
| Андерс Польссон   |
| Бертиль Томпсон   |
| Кнут Кроон        |
| Тренер:           |
| Альбин Даль       |

| Слейпнер:          |
| Аллан Юханссон     |
| Свен Андерссон     |
| Карл Юханссон      |
| Гуннар Кулльман    |
| Руне Нюквист       |
| Бернт Эрстрём      |
| Сёльве Лундблад    |
| Курт Йельм         |
| Харри Андерссон    |
| Карл-Эрик Нильссон |
| Густав Веттерстрём |
| Тренер:            |
| Эверт Блумгрен     |